# Аренга яванська
Аре́нга яванська (Myophonus glaucinus) — вид горобцеподібних птахів родини мухоловкових (Muscicapidae). Ендемік Індонезії. Яванська аренга раніше вважалася конспецифічною з каштановою і борнейською аренгами.

## Опис
Довжина птаха становить 24-26,5 см. Самець має темно-синє забарвлення, на плечах у нього блискучі сині плямки. Самиця має тьмяніше, більш коричневе забарвлення. Молоді птахи мають темно-коричневе забарвлення, поцятковане численними білими плямками, як на спині, так і на грудях. Дзьоб і лапи чорні.

## Поширення і екологія
Яванські аренги мешкають на островах Ява і Балі. Вони живуть у вологих гірських тропічних лісах. Зустрічаються на висоті від 800 до 2400 м над рівнем моря.